# Саришвили-Чантурия, Ирина
Ирина Саришвили-Чантурия  (груз. ირინა სარიშვილი) (род. 14 декабря 1962, Тбилиси, Грузинская ССР, СССР) — грузинский политический деятель, лидер националистической партии НДПГ (c 1995 по 2003), лидер оппозиционной партии Имеди (с 2006). Участвовала в выборах Президента Грузии в 2008 году, на которых заняла последнее, седьмое место. В 2011 году объявила о своём возвращении в политику.

## Биография

### Ранние годы (1984—1987)
Окончила факультет западно-европейских языков и литературы Тбилисского государственного университета в 1984 году. В 1985-87 годах работала в различных тбилисских газетах и журналах.

### Советский период (1987—1991)
В 1987 году вступила в националистическое «Общество Ильи Чавчавадзе». В 1988 году на Учредительном съезде НДПГ одной из первых вступила в партию, председателем которой стал её будущий муж Георгий Чантурия. В том же году она выходит за него замуж и берёт себе двойную фамилию — Саришвили-Чантурия.
В 1988-89 годах Саришвили-Чантурия занимала посты пресс-секретаря НДПГ, члена центрального комитета и члена президиума партии. В апреле 1989 года участвовала в антисоветском митинге в Тбилиси, одним из организаторов которого был её муж.

### Первые годы независимости (1991—1994)
3 декабря 1994 года её муж, Георгий Чантурия, был расстрелян во дворе собственного дома. Находившаяся вместе с ним в машине, Ирина Саришвили, также в результате обстрела получила несколько ранений.

### Участие в Президентских выборах (2008)
В 2008 году приняла участие в Президентских выборах. По её словам, основным мотивом к участию в выборах было получение «трибуны» для выражения своих взглядов.

### Уход из политики (2008—2011)
После неудачи на президентских выборах Саришвили отходит от активной политической деятельности. Причиной этого, как она сама объясняла, стало отсутствие финансовой и информационной поддержки.
В этот период Саришвили придерживается взглядов, близких к высказываемым оппозицией, и продолжает следить за политической жизнью Грузии. Так, например, в интервью грузинскому новостному агентству GHN, данному в преддверии выборов в органы местного самоуправления Грузии в 2010 году, высказалась против основного кандидата на пост мэра Тбилиси Гиги Угулава, а также резко отрицательно раскритиковала деятельность некоторых видных оппозиционеров, в том числе Зураба Ногаидели и Нино Бурджанадзе, а также и Ираклия Аласания за его попытку сближения с Ногаидели.
8 февраля 2010 года члены НДПГ опубликовали список предателей страны, в котором оказалась и Саришвили. Однако сама Саришвили, впоследствии комментируя данный факт, заявила, что не считает «истинными представителями национал-демократов тех, кто находится сейчас в этой партии», и выразила намерение в будущем вернуть партию «на прежнее место, где она будет сохранять прежнее достоинство». В то же время, обвинения в сотрудничестве с российскими спецслужбами она назвала «пропагандой властей».

### Возвращение в политику (2011-)
26 июля 2011 года Саришвили сообщает о своём возвращении в политику. В этот день в офисе «Дома свободной мысли» в Тбилиси было основано новое движение «Власть народу», в состав которого вошли бывшие представители Верховного совета и «Национального движения», наиболее известными из которых (помимо самой Саришвили) были Темур Коридзе, Леван Гвинджилия, Паата Бараташвили, Тамаз Бибилури и другие. Согласно заявлениям участников, целью нового движения стала борьба «не за власть, а за передачу власти народу», что, по их словам, подразумевало «не только право выбора руководства страны, но и осуществления народного контроля над самим процессом выборов». Кроме того, ещё одной их задачей стало восстановление права наследия по положению 1991 года и назначение свободных выборов на основании национального согласия.

## Взгляды

### Внутриполитические
В 2010 году Саришвили весьма негативно отзывалась о деятельности как властей, так и некоторых оппозиционеров (в частности, Ногаидели, одного из главных кандидатов от оппозиции). По её мнению, оба политические силы проводят политику, направленную на подчинение Грузии сторонним государствам, и таким образом, нет «качественного отличия от действий Ногаидели и властей». Саришвили уверена в наличии «российско-американского плана», одним из ключевых пунктов которого стала августовская война в Грузии. Кроме того, её критике подвергалось правительство Михаила Саакашвили и за неиспользование геополитического расположения Грузии должным образом, и отказ от использования «народной дипломатии» в налаживании отношений с Абхазией и Южной Осетией.

### Внешнеполитические
Саришвили одной из первых поддержала вступление Грузии в НАТО, но при этом заявляла, что Грузия никогда и не имела шанса на вступление в этот блок, поскольку правительство Саакашвили стремилось лишь к размещению американских военных баз на территории Грузии, а не к полноценному членству в альянсе и выражала мнение, что «Грузия является полигоном для НАТО или США». В этом случае, по её словам, «Грузия получает от НАТО самое плохое», а значит подобное соглашение она поддержать никак не может.
В одном из интервью 2010 года Саришвили заявила, что хорошим примером взаимоотношений являются отношения Азербайджана и России, которые являются довольно хорошими, но при этом «невозможно рассматривать Азербайджан, как страну — сателлит России».